# アオカナヘビ
アオカナヘビ（青金蛇、Takydromus smaragdinus）は、爬虫綱有鱗目トカゲ亜目カナヘビ科クサカナヘビ属に分類されるトカゲ。

## 分布
日本（奄美群島、沖縄諸島、小宝島、宝島）固有種

## 形態
全長20 - 28 cm。尾は長く全長の3/4を占め、この尾を草や枝等に巻きつけることにより低木等に登ることもできる。体色は青ではなく鮮やかな緑色だが、変異があり褐色の個体もいる。体色は草の中では保護色になる。吻端から胴体の側面、尾の付け根にかけて白い縦縞が入る。頭部はニホンカナヘビに比べやや吻が長く、相対的に面長である。
背面の鱗は大きく筋状の盛り上がり（キール）が入る。太腿部内側の鱗にある穴（大腿孔、鼠径孔）は1対。
オスは白い縦縞の上に褐色の帯模様が入り、尾も褐色。

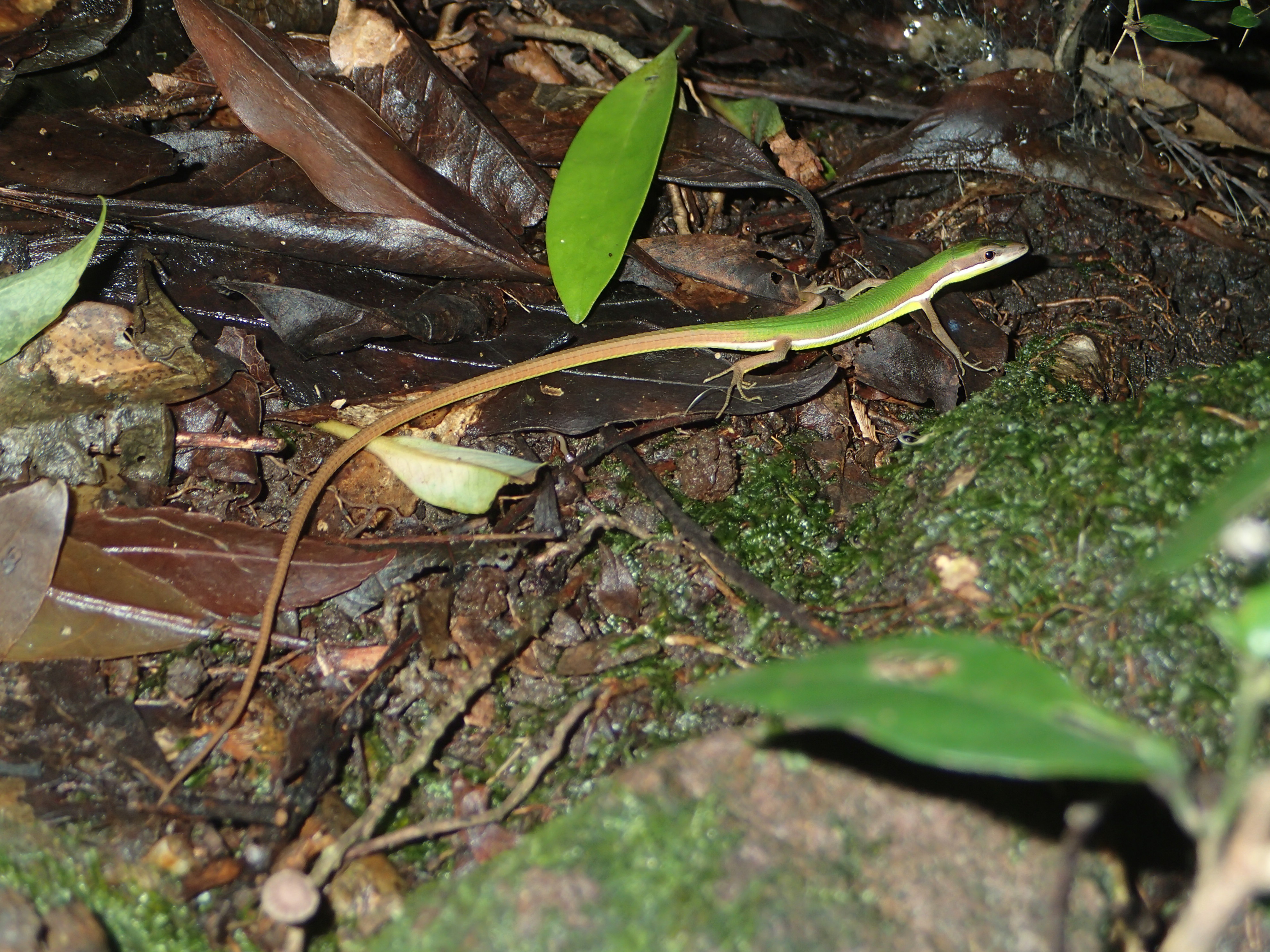
アオカナヘビ　♂　奄美大島

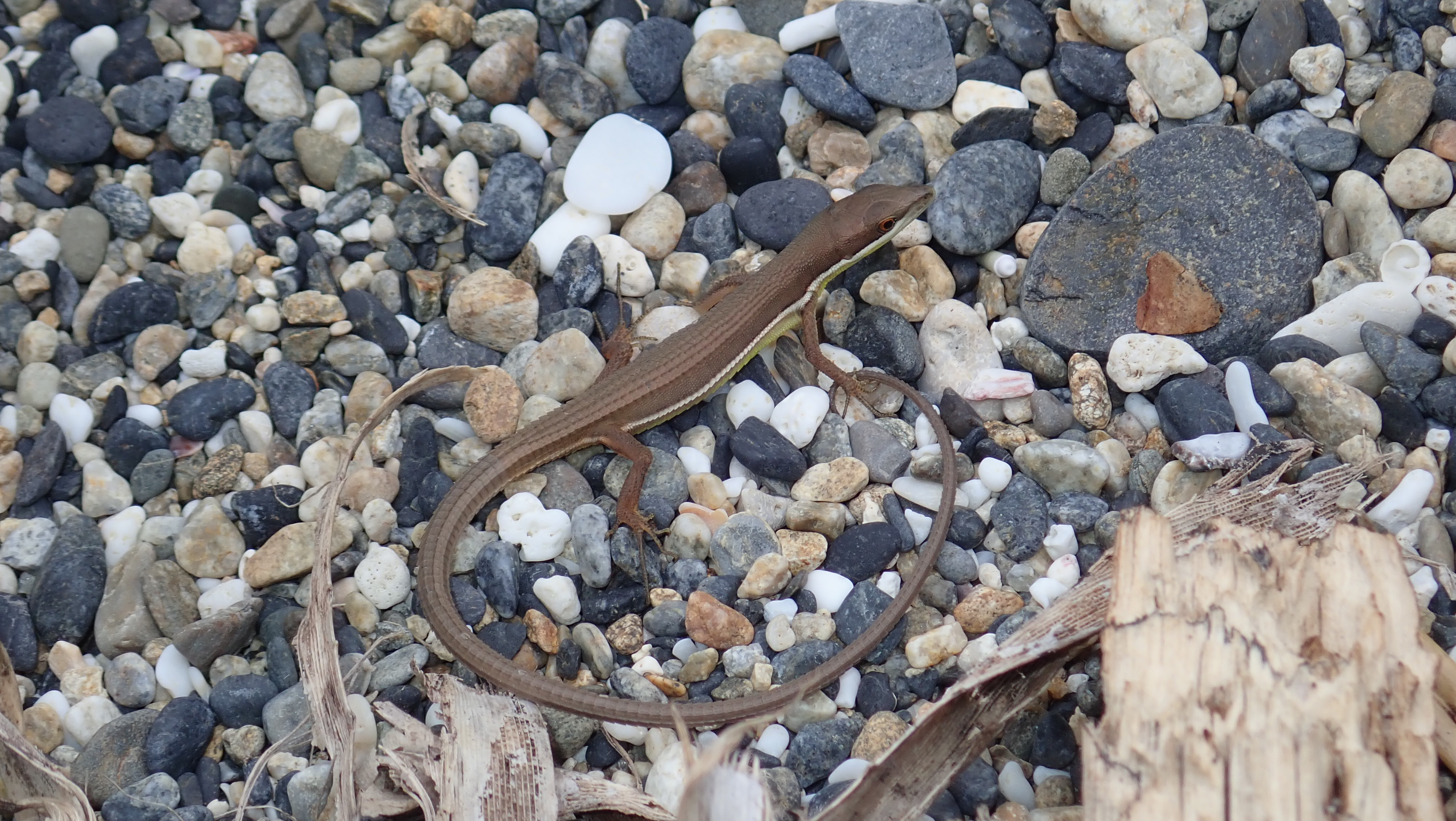
アオカナヘビ褐色型

## 生態
平地や山地の草原、森林、農耕地や民家近く等に生息する。
食性は肉食性で昆虫類、節足動物、ミミズなどを食べる。
繁殖形態は卵生で、3 - 8月に1回に2個ずつの卵を数回に分けて産む。オスはメスの頭部や頚部に噛みついて交尾を行う。

## Status
絶滅のおそれのある地域個体群（環境省レッドリスト）（沖永良部島、徳之島）

## 人間との関係
ペットとして飼育されることもある。
環境破壊やそれに伴う昆虫の減少で生息数が減少している。